# Лятифи, Лиридон
Лиридон Лятифи (алб. Liridon Latifi; род. 6 февраля 1994 года, Приштина, Югославия) — албанский футболист, полузащитник клуба «Тирана». Выступал за сборную Албании.

## Клубная карьера
Лятифи начинал в местной команде «Фламуртари Приштина» в возрасте 11 лет, изначально вступал в молодёжном клубе, после был переведён в основную команду. Вскоре после присоединения к первой команде он перешёл в клуб «Приштина». Сначала он играл за молодёжный состав, но вскоре так же был переведён в основу команды. Играя за «Приштину», вызывался на просмотр в Дортмундскую «Боруссию», но по определённым обстоятельствам не перешёл в немецкую команду.
28 декабря 2014 года Лятифи перешёл в «Скендербеу», подписав трёхлетний контракт. В первом же сезоне Лятифи стал чемпионом албанской Суперлиги. Футболист сыграл за команду 19 матчей во всех турнирах и забил 5 мячей. После окончания сезона Лятифи договорился о продлении контракта с клубом «Скендербеу».

## Достижения
«Приштина»
- Серебряный призёр Суперлиги Косово: 2013/14

«Скендербеу»
- Чемпион Албании (2): 2014/15, 2015/16